# Cryptomima javana
Cryptomima javana is een vlinder uit de familie van de wespvlinders (Sesiidae). De wetenschappelijke naam van de soort is voor het eerst geldig gepubliceerd in 1998 door Gorbunov & Kallies.